# Osikovo Ridge
Osikovo Ridge (englisch; bulgarisch Осиковски рид Ossikowski rid) ist ein vereister, in südsüdost-nordnordwestlicher Ausrichtung 12 km langer, 3 km breiter und bis zu 2000 m hoher Gebirgskamm an der Loubet-Küste des Grahamlands auf der Antarktischen Halbinsel. Er ragt 11,8 km südsüdöstlich des Rubner Peak, 4,6 km westsüdwestlich des Ushlinova Peak und 10,73 km nordnordwestlich des Hutchison Hill am Kopfende der Darbel Bay auf. Der McCance-Gletscher liegt westlich, der Widdowson-Gletscher östlich von ihm.
Britische Wissenschaftler kartierten ihn 1976. Die bulgarische Kommission für Antarktische Geographische Namen benannte ihn 2015 nach Ortschaften im Nordosten, Süden und Südwesten Bulgariens.